# Dobrá Voda (district de Žďár nad Sázavou)
Pour les articles homonymes, voir Dobrá Voda.
Dobrá Voda (en allemand : Gutwasser) est une commune du district de Žďár nad Sázavou, dans la région de Vysočina, en Tchéquie. Sa population s'élevait à 380 habitants en 2020.

## Géographie
Výčapy se trouve à 5,7 km au nord-est de Velké Meziříčí, à 32 km au sud-est de Žďár nad Sázavou, à 46 km à l'est-sud-est de Jihlava à 152 km au sud-est de Prague.
La commune est limitée par Bory au nord, par Jívoví au nord et au nord-est, par Křižanov au sud-est, par Kozlov au sud et par Vídeň à l'ouest.
Vídeň

## Histoire
La première mention écrite du village date de 1252.

## Transports
Par la route, Dobrá Voda se trouve à 7,5 km de Velké Meziříčí, à 25 km du centre de Žďár nad Sázavou, à 42,5 km de Jihlava et à 162 km de Prague.